# The Yellow Tomahawk
The Yellow Tomahawk (br.: O machado sangrento) é um filme estadunidense de 1954 do gênero Western, dirigido por Lesley Selander. Roteiro de Richard Alan Simmons de uma história de Harold Jack Bloom.

## Elenco
- Rory Calhoun...Adam Reed
- Peggie Castle...Katherine 'Kate' Bolden
- Noah Beery Jr....Tonio Perez (nos letreiros, Noah Beery)
- Warner Anderson...Major Ives
- Peter Graves...Sawyer
- Lee Van Cleef...Faca de Fogo
- Rita Moreno...Ursa de Mel
- Walter Reed...Keats

## Sinopse
Nuvem Vermelha declara guerra aos brancos depois do Massacre de Sand Creek (1864). O líder cheyenne Faca de Fogo avisa seu irmão-de-sangue branco e caubói Adam Reed de que eles atacarão um posto militar chefiado pelo Major Ives, apelidado de "o carniceiro" pelos índios que o consideram responsável pelo massacre. Adam vai até o Major e pede para ele deixar a área com seus homens, mas o militar acha que pode enfrentar os pele-vermelhas. Adam então resolve ficar para ajudar os soldados, entrando em confronto contra Faca de Fogo.